# Myzomèle des Fidji
Myzomela jugularis
Espèce
Statut de conservation UICN

 LC  : Préoccupation mineure
Le Myzomèle des Fidji (Myzomela jugularis) est une espèce de passereaux de la famille des Meliphagidae.

## Description

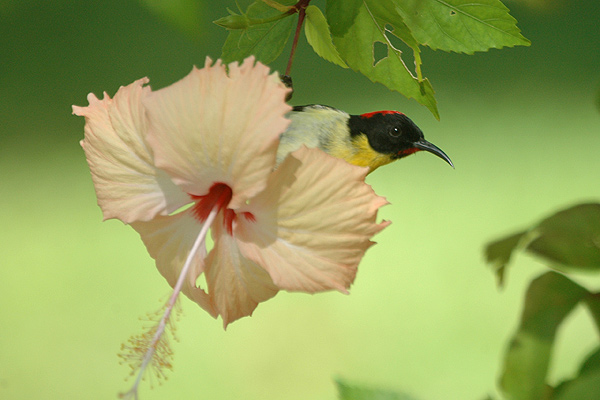
Mâle sur l'île de Caqalai dans les îles Fidji.

Le Myzomèle des Fidji mesure 10 cm de long. Ses parties supérieures sont noires avec une croupe brillante. Les parties inférieures sont jaune pâle. Le bec est incurvé et les pattes sont noires.

## Distribution et habitat
Le Myzomèle des Fidji est endémique des Fidji, dont il est le plus petit oiseau. Il vit sur toutes les îles à l'exception de Rotuma. On le trouve régulièrement dans les jardins, les forêts et les mangroves, ainsi que dans les cocotiers dans des zones plus perturbées. Son habitat naturel est la forêt tropicale humide et la forêt de mangroves.

## Reproduction
Le petit nid est composé de fibres et caché dans une végétation broussailleuse. Il comprend généralement deux œufs rose pâle avec des points marron, qui éclosent au bout de 14 jours.

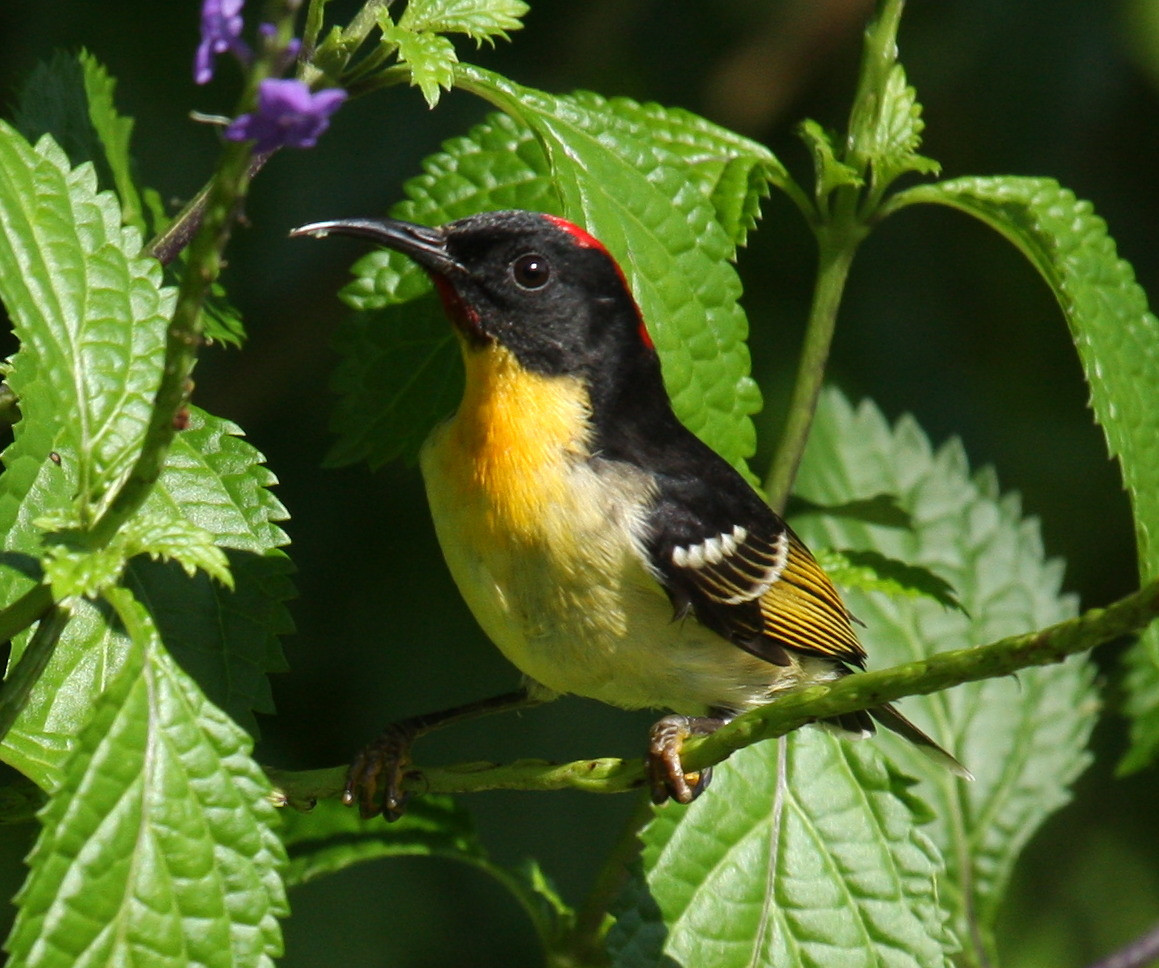
male, à Des Voeux Peak, sur l'île de Taveuni dans les Fidji.

## Systématique
D'après le Congrès ornithologique international, c'est une espèce monotypique.